# Barry Stevens (thérapiste)
Vous pouvez aider à l'améliorer ou bien discuter des problèmes sur sa page de discussion.
- Il ne cite pas suffisamment ses sources. Vous pouvez indiquer les passages à sourcer avec {{référence nécessaire}} ou {{Référence souhaitée}}, et inclure les références utiles en les liant aux notes de bas de page. (Marqué depuis avril 2024)
- Certaines informations devraient être mieux reliées aux sources mentionnées dans la bibliographie ou les liens externes. Améliorez sa vérifiabilité en les associant par des références. (Marqué depuis avril 2024)

- Archive Wikiwix
- Bing
- Cairn
- DuckDuckGo
- E. Universalis
- Gallica
- Google
- G. Books
- G. News
- G. Scholar
- Persée
- Qwant
- (zh) Baidu
- (ru) Yandex
- (wd) trouver des œuvres sur Wikidata

Pour les articles homonymes, voir Barry Stevens et Stevens.
Barry Stevens (1902-1985) est une écrivaine et Gestalt-thérapeute. Elle a développé sa propre forme de travail corporel de Gestalt-thérapie, basée sur la prise de conscience des processus corporels. Elle devient une tête de file du mouvement du potentiel humain dans les années 1970, bien qu'elle ait toujours refusé d'accepter ce rôle.
Elle a travaillé avec, entre autres, les psychothérapeutes Fritz Perls et Carl Rogers. Bertrand Russell et Aldous Huxley faisaient partie de ses amis.